# 島津忠広 (玉里家)
島津 忠広（しまづ ただひろ、1933年〈昭和8年〉6月27日 - ）は、玉里島津家の第4代当主。学習院大学卒業後、中越パルプに勤務。

## 家族
- 父：公爵島津忠承（第8代日本赤十字社社長）
- 母：三条泰子（公爵三条公美三女）
  - 弟：島津久正（1937年〈昭和12年〉 - ）
  - 妹：純子（1938年〈昭和13年〉 - 波多野敬雄夫人）
  - 妹：迪子（1940年〈昭和15年〉 - 兼高安登仁夫人）
  - 妹：慶子（1943年〈昭和18年〉 - 北白川道久夫人）
- 妻：北白川肇子（北白川宮永久王第1王女子）
  - 長男：島津忠美（1961年〈昭和36年〉 - ）- 妻は、 藤村南歐子（1962年〈昭和37年〉 - ）[2]。
    - 孫：島津忠由

  - 長女：彩子（1963年〈昭和38年〉 - ）- 善福寺住職・麻布真海夫人[2]